# Walter Frosch
Walter Frosch (* 19. Dezember 1950 in Ludwigshafen am Rhein; † 23. November 2013 in Hamburg) war ein deutscher Fußballspieler.

## Karriere

### Beginn
Nach der Saison 1969/70 mit Arminia Ludwigshafen in der 1. Amateurliga Südwest wechselte der 19-jährige Schornsteinfeger Walter Frosch in die Regionalliga Südwest zum SV Alsenborn. Vier Spielzeiten lang war der Abwehrspieler Stammspieler des damals berühmtesten Dorfvereins der Republik. Mit der Einführung der 2. Bundesliga musste er mit dem SVA 1974/75 ins Amateurlager zurück. Der DFB verweigerte dem sportlich qualifizierten Verein die Lizenz für den neugeschaffenen Unterbau der Bundesliga. In der Winterwechselperiode 1974 verpflichtete der benachbarte Bundesligist 1. FC Kaiserslautern den Ex-Ludwigshafener. Doch es kam zu einem Streit mit dem FC Bayern München, bei dem Frosch auf Drängen von dessen Manager Robert Schwan ebenfalls einen Vertrag unterzeichnet hatte. Während sich die beiden Klubs um seine Zukunft stritten, reiste Frosch nach Mallorca, um dort das Ergebnis abzuwarten. Der DFB traf die Entscheidung, dass Frosch seinen Vertrag mit Kaiserslautern zu erfüllen habe; zudem wurde er für vier Monate gesperrt.

### Erste und Zweite Bundesliga
Am 23. November 1974 bestritt Frosch seine erste Bundesligapartie. In der 75. Minute wurde er im Auswärtsspiel gegen Hertha BSC von Trainer Erich Ribbeck eingewechselt. In der Bundesligasaison 1975/76 war er unangefochtener Stammverteidiger. Herausragend wurde diese Saison durch die Erfolge im DFB-Pokal. Walter Frosch trug dazu bei, dass sich Kaiserslautern im Halbfinale gegen Hertha BSC durchsetzte und so das Finale erreichte. Das Endspiel verlor Kaiserslautern am 26. Juni 1976 gegen den Hamburger SV mit 0:2. Zudem qualifizierte sich die Mannschaft für den UEFA-Pokal 1976/77. Frosch bestritt 50 Spiele für die Pfälzer, in denen er vier Tore erzielte.
Im Sommer 1976 wechselte er in die 2. Bundesliga zum FC St. Pauli. In der Saison 1976/77 gelang der Mannschaft unter Trainer Diethelm Ferner der Aufstieg in die Bundesliga. Entscheidend dabei war eine Serie von 27 Spielen ohne Niederlage, in denen Frosch zu den Eckpfeilern der Defensive gehörte. Zu Beginn Saison 1977/78 fielen Frosch und Gino Ferrin monatelang aus, was zu Problemen in der Defensive führte. Frosch kam nach seiner Genesung noch auf 18 Einsätze; allerdings konnte auch er nicht verhindern, dass der FC St. Pauli schließlich absteigen musste. Nach der Saison wurde er von den Hamburgern aussortiert.
Bereits wenige Monate später holte ihn der FC St. Pauli Mitte Oktober 1978 zurück, obwohl sich der Hamburger Trainer Josef Piontek (späterer dänischer Nationaltrainer) laut Hamburger Abendblatt „früher an Froschs rauhen Trinksitten gestört hatte.“ Frosch erreichte mit der Mannschaft 1978/79 den sechsten Platz. Aufgrund finanzieller Probleme wurde dem Verein allerdings die Lizenz entzogen, so dass er in der Saison 1980/81 in der Amateuroberliga Nord antreten musste. Dort gewann Frosch die Meisterschaft mit dem FC St. Pauli, jedoch durfte kein Oberligist in die neu eingeführte eingleisige 2. Bundesliga aufsteigen. Im Wettbewerb um die Deutsche Amateurmeisterschaft 1981 zog die Mannschaft um Libero Walter Frosch nach Erfolgen über den 1. FSV Mainz 05 und den MTV Ingolstadt ins Endspiel ein, das gegen die Amateure des 1. FC Köln aber mit 0:2 verloren ging.
Nach einem Trainerwechsel, mit dem eine Verjüngung des Teams einherging, wechselte Frosch zur Saison 1982/83 zum Altonaer FC von 1893, mit dem er 1984 in die Oberliga Nord aufstieg. In allen sechs Spielen der Aufstiegsrunde stand Frosch in der Startelf der Mannschaft, die sich gegen den SV Atlas Delmenhorst, den Wolfenbütteler SV und NTSV Strand 08 durchsetzte. Nach 32 Spielen der Oberligasaison 1984/85, an deren Ende für die Altonaer der Klassenerhalt stand, beendete Frosch seine Laufbahn.

### Erwähnenswertes
Bekannt wurde Frosch nicht nur durch seine sportlichen Leistungen, sondern vor allem auch durch seine sehr direkte und schroffe Art gegenüber Medien und Autoritäten. Schon während seiner Zeit beim SV Alsenborn ging dem gewöhnlich robust agierenden Verteidiger Frosch der Ruf eines „Schreckens der Liga“ voraus. In einer TV-Dokumentation aus dem Jahr 1974 ist zu sehen, wie er sich bei einem Spiel über die Bande schwang, um sich einen Zuschauer vorzuknöpfen, weil dieser ihn lautstark kritisiert hatte. Als Co-Trainer Jupp Derwall ihn beispielsweise 1976 in den Kader der B-Nationalmannschaft berufen wollte, lehnte Frosch mit dem Satz ab: „Ein Walter Frosch spielt nur in der A-Mannschaft oder in der Weltauswahl.“
Mitte November 1980 meldete Frosch Privatinsolvenz an, zu diesem Zeitpunkt hatte er rund 150.000 D-Mark Schulden. Zu dieser Zeit arbeitete er neben seiner Tätigkeit als Spieler des FC St. Pauli bei Edeka. Er hatte viel Geld durch die Eröffnung einer Versicherungsagentur verloren, die er in der Hamburger Max-Brauer-Allee mit einem Geschäftspartner betrieb. Diesen hatte er in einer Kneipe kennengelernt und sich noch am selben Abend zur geschäftlichen Zusammenarbeit mit diesem bereit erklärt. Sein Geschäftspartner tauchte später unter.
Frosch beteiligte sich im Laufe seiner Karriere mit 40.000 D-Mark an der Entwicklung von Kaffee in Aufgussbeuteln.
Der Kettenraucher Frosch stand in den 1990er-Jahren beim Abschiedsspiel für Klaus Thomforde mit einer Zigarette auf dem Rasen des Millerntor-Stadions. Beim „Tag der Legenden“ im Jahr 2007 am Millerntor ließ er sich mit einer Zigarettenschachtel im Stutzen von einem Reporter interviewen.
Frosch war gelernter Schornsteinfeger.
Die Leser des Hamburger Abendblatts wählten Frosch 2010 in die „Jahrhundertelf“ des FC St. Pauli.

### Gelbe-Karten-Rekord
Bekannt wurde Frosch aufgrund der überaus großen Zahl seiner Gelben Karten in der Zweitliga-Saison 1976/77. Bald danach führte der DFB die automatische Spielsperre nach vier (heute fünf) gelben Karten ein; bis dahin hatte es keine Begrenzung gegeben. Über die genaue Zahl der Gelben Karten 1976/77 gibt es zwei Versionen:
- Lange Zeit kursierte die falsche, aber teilweise auch heute noch verwendete Angabe von 27 Gelben Karten.[10][11] Verglichen mit dieser Zahl gibt es laut Süddeutscher Zeitung weltweit keinen Profi-Fußballspieler, der mehr Gelbe Karten in einer Saison bekommen hat.[10]

- Die Autoren des Jubiläumsbuches von FC St. Pauli, Christoph Nagel und Michael Pahl, kamen bei ihren Recherchen zu der Feststellung, dass die Zahl 27 falsch sei und es vielmehr 18 oder 19 Gelbe Karten in jener Saison waren (die genaue Zahl lässt sich nicht mehr feststellen).[12] Zwei Spiele vor Saisonende wird Frosch in der Hamburger Presse mit dem Satz zitiert: „Gegen Solingen und im letzten Spiel bei Wacker Berlin hole ich mir noch je eine Gelbe, dann bin ich auf 20, und das ist doch eine runde Sache, oder?“[13] Sein Ziel verfehlte Frosch dann aber, der kicker sprach damals von 18 Gelben Karten,[14] das Bundesliga-Sonderheft 77/78 von Sport Megaphon ebenfalls von 18,[15] das Hamburger Abendblatt von 19.[16] In den drei Bundesligasaisons wurden gegen Frosch 17 Gelbe Karten gezückt, eine Rote erhielt er aber nicht.

Der Ursprung der Zahl von 27 Gelben Karten in der Saison 1976/77 ist unklar. Möglich ist, dass sie auf Froschs damaliges Alter zurückzuführen ist; er war zu jenem Zeitpunkt 27 Jahre alt. Bei späteren Recherchen könnte die zeitgenössische Angabe „Walter Frosch (27)“ zu einer Verwechslung geführt haben. Möglich ist auch, dass sich im Laufe der Jahre eine Verwechslung einstellte mit der Anzahl der Spiele, die der FC St. Pauli in jener Saison in Folge ungeschlagen blieb (ebenfalls 27). Die Zahl „27“ hat sich in Bezug auf die in der Saison 1976/77 an Frosch verteilten Gelben Karten jedenfalls so verselbständigt, dass sie inzwischen fester Bestandteil der deutschen Fußballfolklore ist. Doch auch die wahrscheinlichen 18 oder 19 Gelben Karten dürften einen Rekord für die Zahl erhaltener Verwarnungen innerhalb einer Saison darstellen.

## Nach der aktiven Zeit
Frosch besaß zwischenzeitlich ein Restaurant und war Pächter der Stadiongaststätte des SC Victoria Hamburg. Auch vergaß er seine alte Heimat nicht und besuchte regelmäßig das Straßenfest in Ludwigshafen-Rheingönheim.
Ab 1996 musste er mehrere Krebsoperationen über sich ergehen lassen. Ende 2008 verschlechterte sich sein Gesundheitszustand dramatisch, nach einem akuten Organversagen infolge einer Sepsis musste er intensivmedizinisch behandelt werden und anschließend das Sprechen und Gehen neu erlernen. Er lebte mit seiner Lebensgefährtin in Hamburg-Niendorf. Am 23. November 2013 starb Frosch im Alter von 62 Jahren in der Schön Klinik Hamburg Eilbek.
Seit 2012 richtet der SC Victoria jährlich das „Walter-Frosch-Turnier“ aus. Die dort gesammelten Spenden kommen krebskranken Kindern zugute.
Frosch wurde in Ludwigshafen-Rheingönheim beigesetzt.

## Statistik
- 1974/75 1. FC Kaiserslautern (Bundesliga): 16 Spiele, 1 Tor
- 1975/76 1. FC Kaiserslautern (Bundesliga): 27 Spiele, 2 Tore
- 1976/77 FC St. Pauli (2. Bundesliga Nord): 37 Spiele, 6 Tore
- 1977/78 FC St. Pauli (Bundesliga): 18 Spiele, kein Tor
- 1978/79 FC St. Pauli (2. Bundesliga Nord): 26 Spiele, 2 Tore